# Kanal Casiquiare
Kanal Casiquiare (špansko: [kasiˈkjaɾe]) je pritok zgornjega Orinoka, ki teče proti jugu v Rio Negro v Venezueli v Južni Ameriki. Kot tak tvori edinstven naravni kanal med rekama Orinoko in Amazonka. Je največji tovrstni kanal na svetu, ki povezuje dva velika rečna sistema, tako imenovana bifurkacija. Območje tvori vodno ločnico, bolj dramatično na stopnji regionalnih poplav.
Ta redki pojav na koncu oblikuje ogromen naravni otok, približno kot Gvajanski ščit, in tako tehnično drugi največji na svetu, za Grenlandijo, čeprav ni soglasja o njegovem otoškem statusu.

## Etimologija
Ime Casiquiare, ki ga je v tej obliki prvič uporabil Manuel Román, verjetno izhaja iz imena reke v jeziku Ye'kuana, Kashishiwadi.

## Odkritje
Prvi Evropejec, ki ga je opisal, je bil španski jezuitski misijonar in raziskovalec Cristóbal Diatristán de Acuña leta 1639.
Leta 1744 je jezuitski duhovnik po imenu Manuel Román med vzponom po reki Orinoko v regiji La Esmeralda srečal nekaj portugalskih trgovcev s sužnji iz naselij ob Rio Negru. Portugalci so vztrajali, da niso na španskem ozemlju, temveč na pritoku Amazonke; povabili so Romána nazaj s seboj, da bi dokazali svojo trditev. Spremljal jih je ob vrnitvi skozi kanal Casiquiare, nato pa se je vrnil do Orinoka. Med potjo je navezal prvi stik z ljudstvom Ye'kuana, ki jih je vključil v pomoč na njegovem potovanju. Charles Marie de La Condamine je sedem mesecev kasneje Francoski akademiji predstavil poročilo o potovanju očeta Romána in tako potrdil obstoj te vodne poti, o kateri je prvi poročal oče Acuña leta 1639.
Románovi izjavi so malo verjeli, dokler je leta 1756 ni preverila španska mejna komisija Joséja Yturriage in Solana. Leta 1800 sta nemški znanstvenik Alexander von Humboldt in francoski botanik Aimé Bonpland raziskovala reko. Med ekspedicijo v letih 1924–1925 je Alexander H. Rice Jr. z univerze Harvard potoval navzgor po Orinoku, prečkal kanal Casiquiare in se spustil po reki Rio Negro do Amazonke pri Manausu. To je bila prva odprava, ki je uporabila aerofotografiranje in kratkovalovni radio za kartiranje regije. Leta 1968 je Casiquiare med ekspedicijo National Geographica krmarilo plovilo na zračni blazini SRN6 hovercraft.

## Geografija
Izvor Casiquiare pri reki Orinoko je 14 kilometrov  pod misijonom La Esmeralda na 3°8′18.5″N 65°52′42.5″W in približno 123 metrov nad morsko gladino. Njegovo ustje v Rio Negro, pritoku reke Amazonke, je blizu mesta San Carlos in je 91 metrov nad morsko gladino.
Splošna smer je jugozahodna, njegova dolžina, vključno z vijugami, pa je približno 320 kilometrov. Njegova širina na razcepu z Orinokom je približno 90 metrov, s tokom proti Rio Negru 0,3 metra na sekundo. Ker pa pridobiva na prostornini zaradi zelo številnih velikih in majhnih pritokov, ki jih prejme na poti, se njegova hitrost poveča in v deževnem obdobju doseže 2,2 metra na sekundo, celo 3,6 metra na sekundo v določenih odsekih. Ko se približa ustju, kjer je širok približno 533 metrov, se precej razširi. Količina vode, ki jo Casiquiare zajame iz Orinoka, je majhna v primerjavi s tisto, ki jo nabere v svojem toku. Kljub temu geološki procesi potekajo in dokazi kažejo na počasno in postopno povečevanje velikosti Casiquiareja. Verjetno je zajetje potoka v teku, tj. trenutno najvišje porečje Orinoka, vključno z reko Cunucunuma, bo Casiquiare sčasoma v celoti preusmerilo v porečje Amazonke.
V času poplav naj bi imel drugo povezavo z Rio Negro preko veje, ki jo vrže proti zahodu, imenovane Itinivini, ki jo zapusti na točki približno 80 kilometrov nad njenim izlivom. V sušnem obdobju ima plitvine, ovirajo ga peščene brežine, nekaj brzic in granitne skale. Njegove obale so zelo gozdnate, zemlja pa je bolj rodovitna kot tista ob Rio Negru. Splošno pobočje ravnic, skozi katere teče kanal, je jugozahodno, pobočje reke Rio Negro pa jugovzhodno.
Casiquiare ni počasen kanal na ravni planoti, ampak velika, hitra reka, ki bi, če njegove zgornje vode ne bi našle stika z Orinokom, morda tako, da bi ga presekale, v celoti pripadala Rio Negro veji Amazonke.
Zahodno od Casiquiareja je veliko krajša in lažja pot med porečji Orinoka in Amazonke, imenovana ožina Pimichina, ki jo dosežemo z vzponom po kraku Temi reke Atabapo, pritoka Orinoka. Čeprav je Temi nekoliko ovirana, se domneva, da bi jo zlahka naredili plovno za mala plovila. Ožina je široka 16 km, z valovitimi tlemi, nikjer ni večja od 15 metrov, z močvirji. V zgodnjem 20. stoletju so jo pogosto uporabljali za prevoz velikih kanujev, ki so jih čeznjo vlekli iz reke Temi in dosegli Rio Negro po majhnem potoku, imenovanem Pimichin.

## Hidrografska ločnica
Hidrografska ločnica kanala Casiquiare – reka Orinoko je predstavitev hidrografske vodne ločnice, ki razmejuje ločnico med porečjem Orinoka in porečjem Amazonke. (Porečje Orinoka teče v smeri zahod–sever–severovzhod v Karibe; porečje Amazonke teče proti vzhodu v zahodni Atlantik na skrajnem severovzhodu Brazilije.)
V bistvu je rečna razvodnica venezuelski reki Orinoco, ki teče proti zahodu navzgor in se izliva proti jugu v Amazonsko nižino. Ta imenovani odtok je kanal Casiquiare, ki se, ko se usmeri navzdol (južno), poveča in kopiči količino vode.
Največja manifestacija razkola je med poplavami. Med poplavno fazo je glavna točka izliva Casiquiareja v Rio Negro dopolnjena s prelivom, ki je druga in manjša vstopna rečna bifurkacija v Rio Negro in gorvodno od njenega glavnega, skupnega nizkovodnega vstopnega sotočja z Rio Negro. Ob poplavi reka postane vir območnega toka, veliko več kot ozka omejena reka.
Kanal Casiquiare povezuje zgornji Orinoko, 14 kilometrov pod misijonom Esmeraldas, s pritokom reke Amazonke Rio Negro v bližini mesta San Carlos.
Najenostavnejši opis (poleg celotne poplavne ravnice) vodne ločnice je »pas reke Orinoko na južnem bregu« na izstopni točki Orinoka, kjer izvira tudi kanal Casiquiare. Vendar se med poplavno fazo Orinoka ta en sam, preprosto definiran »izvor kanala« spremeni v regijo in celoten pas vzdolž južnega brega reke Orinoko.